# Ardisia translucida
Ardisia translucida är en viveväxtart som beskrevs av Fletcher. Ardisia translucida ingår i släktet Ardisia och familjen viveväxter. Inga underarter finns listade i Catalogue of Life.